# Filippo Santoro
Filippo Santoro (Bari, 12 luglio 1948) è un arcivescovo cattolico italiano, dal 22 luglio 2023 arcivescovo emerito di Taranto.

## Biografia
Nasce a Carbonara, quartiere di Bari, città capoluogo di provincia e sede arcivescovile, il 12 luglio 1948.

### Formazione e ministero sacerdotale
Frequenta il seminario all'Almo collegio Capranica di Roma e studia teologia presso la Pontificia Università Gregoriana, conseguendo il dottorato in teologia dogmatica nel 1974, con la tesi "La Comunità, Condizione della Fede", pubblicata dalla Jaca Book.
Il 20 maggio 1972 è ordinato presbitero dall'arcivescovo di Bari e Canosa Enrico Nicodemo.
Ricopre il ruolo di direttore dell'Istituto Superiore di Teologia di Bari. Nel 1975 si laurea in filosofia all'Università Cattolica del Sacro Cuore di Milano.
Nel 1984, su richiesta del cardinale Eugênio de Araújo Sales, arcivescovo di Rio de Janeiro, don Luigi Giussani gli chiede di partire per il Brasile come sacerdote fidei donum, ottenendo l'approvazione dell'arcivescovo di Bari e Canosa Mariano Magrassi. Quindi diviene responsabile dal 1988 al 1996 di Comunione e Liberazione nell'America Latina, dove gli vengono assegnati diversi altri incarichi.
Nel 1992 è membro della delegazione della Santa Sede per la Conferenza mondiale sull'ambiente (ECO-92) e nello stesso anno partecipa come teologo alla IV Conferenza generale dell'episcopato latinoamericano a Santo Domingo.

### Ministero episcopale

#### Vescovo ausiliare di Rio de Janeiro
Il 10 aprile 1996 papa Giovanni Paolo II lo nomina vescovo ausiliare di Rio de Janeiro e vescovo titolare di Tuscamia; riceve l'ordinazione episcopale il 29 giugno successivo dal cardinale Eugênio de Araújo Sales, arcivescovo di Rio de Janeiro co-consacranti i vescovi Gianni Danzi (poi arcivescovo), Segretario generale del Governatorato dello Stato della Città del Vaticano e Segretario della Pontificia commissione per lo Stato della Città del Vaticano  e Karl Josef Romer, vescovo ausiliare di Rio de Janeiro e titolare di Colonnata.
Dal 1999 al 2011 è vescovo animatore della pastorale dei cattolici nell'azione politica dello Stato di Rio de Janeiro. Nella Conferenza episcopale dello Stato di Rio de Janeiro è anche vescovo animatore della Pastorale dell'educazione e della Pastorale dell'insegnamento della religione.
Nell'agosto 2003 è visitatore apostolico dei seminari del Mozambico, su indicazione della Congregazione per l'evangelizzazione dei popoli.

#### Vescovo di Petrópolis
Il 12 maggio 2004 papa Giovanni Paolo II lo nomina vescovo di Petrópolis; succede a José Carlos de Lima Vaz, dimessosi per raggiunti limiti di età. L'11 luglio seguente prende possesso della diocesi.
È gran cancelliere dell'Università Cattolica di Petrópolis. Introduce in diocesi il Plano Pastoral de Conjunto seguendo le indicazioni della lettera apostolica Novo Millennio Ineunte e delle direttive della Conferenza nazionale dei vescovi del Brasile (CNBB). Partecipa alla V Conferenza generale dell'episcopato latino-americano ad Aparecida dal 13 al 31 maggio 2007 ed alla XII Assemblea generale ordinaria del Sinodo dei vescovi "La Parola di Dio nella Vita e nella Missione della Chiesa", svoltasi a Roma dal 5 al 26 ottobre 2008. In seno alla Conferenza nazionale dei vescovi del Brasile è membro del Consiglio permanente e della Commissione episcopale per la dottrina della fede.
Dà origine al Movimento Pro-Petrópolis per la ricostruzione delle aree devastate dall'alluvione del gennaio 2011, riunendo varie entità della società civile.
Nel 2009 è visitatore apostolico dei seminari del vicariato apostolico di San Miguel de Sucumbíos, in Ecuador.

#### Arcivescovo metropolita di Taranto
Il 21 novembre 2011 papa Benedetto XVI lo nomina arcivescovo metropolita di Taranto; succede a Benigno Luigi Papa, dimessosi per raggiunti limiti di età. Il 5 gennaio 2012 prende possesso dell'arcidiocesi. Il 29 giugno 2012 riceve il pallio, nella basilica di San Pietro in Vaticano, dalle mani di papa Benedetto XVI.
Il 18 settembre 2012 è nominato padre sinodale della XIII Assemblea generale ordinaria del Sinodo dei vescovi "La nuova evangelizzazione per la trasmissione della fede cristiana". Il 6 febbraio 2014 è nominato consultore del Pontificio consiglio per i laici. Il 20 maggio 2015 è nominato presidente della Commissione episcopale per i problemi sociali e il lavoro, la giustizia e la pace della Conferenza episcopale italiana, ricoprendo l'incarico fino al maggio 2021. Al contempo è presidente del Comitato scientifico e organizzatore delle settimane sociali dei cattolici italiani.
Sin dall'inizio del suo mandato nell'arcidiocesi di Taranto, più volte interviene in questioni legate all'ambiente. Nel 2015 in un'intervista a Radio Vaticana prende posizione contro le trivellazioni dichiarando che bisognerebbe ragionare secondo una visione di "ecologia integrale". Ma viene accusato di incoerenza dal "comitato di cittadini e lavoratori liberi e pensanti" di Taranto e dalla stampa locale, in particolare, per alcune sponsorizzazioni ad eventi organizzati dall'arcidiocesi di Taranto e provenienti da due multinazionali del petrolio, Shell e Total, compagnie appunto impegnate in attività di estrazione e trivellazione.
Presso la Conferenza episcopale pugliese è delegato per problemi sociali e il lavoro.
Nel 2015, quando papa Francesco esorta il movimento di Comunione e Liberazione a non interpretare erroneamente il carisma di Luigi Giussani in seguito ad alcune vicende di cronaca giudiziaria, risponde pubblicamente al papa ammettendo errori commessi da esponenti del movimento stesso. Giudicando però eccessive le sue parole, scrive: "il Papa ci ha ripetuto quanto ha detto nell'intervista alla Civiltà Cattolica della sua Compagnia di Gesù. [...] I gesuiti di errori nella loro ammirabile storia di missionari e di santi ne hanno fatti ben più di noi".
Il 21 settembre 2019 papa Francesco lo nomina padre sinodale del Sinodo sull'Amazzonia, svoltosi in Vaticano dal 6 al 17 ottobre 2019, mentre il 24 settembre 2021 delegato speciale per i Memores Domini.
Il 22 luglio 2023 papa Francesco accoglie la sua rinuncia, presentata per raggiunti limiti di età, al governo pastorale dell'arcidiocesi di Taranto; gli succede l'arcivescovo coadiutore Ciro Miniero. L'8 settembre seguente, con una celebrazione nella cattedrale di Taranto, si congeda dall'arcidiocesi.
Da arcivescovo emerito risiede presso "Casa San Paolo" a Martina Franca.

## Genealogia episcopale e successione apostolica
La genealogia episcopale è:
- Cardinale Scipione Rebiba
- Cardinale Giulio Antonio Santori
- Cardinale Girolamo Bernerio, O.P.
- Arcivescovo Galeazzo Sanvitale
- Cardinale Ludovico Ludovisi
- Cardinale Luigi Caetani
- Cardinale Ulderico Carpegna
- Cardinale Paluzzo Paluzzi Altieri degli Albertoni
- Papa Benedetto XIII
- Papa Benedetto XIV
- Papa Clemente XIII
- Cardinale Marcantonio Colonna
- Cardinale Giacinto Sigismondo Gerdil, B.
- Cardinale Giulio Maria della Somaglia
- Cardinale Carlo Odescalchi, S.I.
- Cardinale Costantino Patrizi Naro
- Cardinale Lucido Maria Parocchi
- Arcivescovo Adauctus Aurélio de Miranda Henriques
- Arcivescovo Moisés Ferreira Coelho
- Arcivescovo José de Medeiros Delgado
- Cardinale Eugênio de Araújo Sales
- Arcivescovo Filippo Santoro

La successione apostolica è:
- Vescovo Gilson Andrade da Silva (2011)
- Arcivescovo Angelo Raffaele Panzetta (2019)

## Pubblicazioni
- La forza del fascino cristiano. Il contributo di un testimone della Conferenza di Aparecida, Ed. Lev e Itaca, 2014
- La Comunità condizione della Fede, Ed. Jaca Book, Milano, 1977
- 500 Anos de Evangelização. Partir Novamente de um Fato e de uma Presença
- Jesus Cristo Ontem, Hoje e Sempre (Heb 13,8), ed. Ilimitada San Paolo, 1992
- Santo Domingo: La Novedad de um Método in Communio, Ed. Española (n. 1, enero-febrero 93) pp. 31–45. Ediciones Encuentro, Madrid, 1993
- A audácia da razão e o fascínio da fé, Fides et Ratio, in REB Março 1999
- Percorrer a distância entre a realidade e o mistério, Novos Paradígmas e Teologia in: Atualidade teológica (PUC-RJ), Nº 5 julho-dezembro 1999
- A dimensão trinitária da vida sacerdotal, Communio, Ed. Brasileira Nº 82, janeiro-julho 2000;
- Percorrer a distância entre a realidade e o mistério, in Percorrer distâncias: um desafio para a razão humana, Ed. USP, Campus Ribeirão Preto, 2001
- A Igreja como Sacramento. Símbolo, memória e evento, in: revista Eclesiástica Brasileira (REB)
- O Ensino Religioso: Identidade e Pluralismo in Revista: Communio Ed. Brasileira
- Estética Teológica: A Força do Fascínio Cristão, Ed. Vozes, Petrópolis, 2008.
- Dall'Essere alla Funzione: per la Missione in Sacrum Ministerium, Congregatio pro Clericis, 1-2/2010, pp. 73–94
- A Palavra do Senhor, Comentário e destaques à Exortação Apostólica pós-Sinodal do Papa Bento XVI in Revista Eclesiástica Brasileira, REB (283), julho 2011, pp. 606–618.